# 木宮憲市
木宮 憲市（きみや けんいち）は、日本の外交官。2016年（平成28年）から2018年（平成30年）まで、初代ソロモン諸島駐箚特命全権大使を務めた。

## 経歴・人物
東京都立川市出身。東京都立国立高等学校を経て、1975年創価大学法学部卒業。1978年外務省入省。国際開発高等教育機構事務局長兼研究部長、在モザンビーク日本国大使館参事官、在パプアニューギニア日本国大使館大使、在ソロモン日本国大使館参事官を経て、2016年から初代ソロモン駐箚特命全権大使を務め、日本戦没者遺骨収集推進協会の設立を受け、ガダルカナル島の戦いの遺骨収集事業を進めるなどした。